# Наньча
Наньча́ (кит. упр. 南岔, пиньинь Nánchà, буквально: «южная развилка») — уезд городского округа Ичунь провинции Хэйлунцзян (КНР).

## История
В первой половине XX века эти земли находились под юрисдикцией уезда Танъюань. В 1952 году был образован уезд Ичунь, и эти места вошли в состав его Района № 2 (第二区). В сентябре 1955 года район был преобразован в посёлок Наньча (南岔镇), а посёлок Хаолянхэ выделен из его состава и преобразован в район Хаолянхэ (浩良河区). В 1957 году уезд Ичунь был преобразован в городской округ, а посёлок Наньча — в район Наньча в его составе. В 1960 году район был преобразован в народную коммуну, но в 1962 году вновь стал районом. В 1969 году район Хаолянхэ был ликвидирован, а его земли вошли в состав района Наньча.
В 2019 году район городского подчинения Наньча был преобразован в уезд.

## Административное деление
Уезд Наньча делится на 3 уличных комитета (в городе Наньча), 2 посёлка, 1 волость, 4 лесхоза и 10 хозяйств.
| № | Название | Название (кит.) | Статус          | Население чел. (2010) | На карте                         |
| - | -------- | --------------- | --------------- | --------------------- | -------------------------------- |
| 1 | Ляньхэ   | 联合街道办事处  | уличный комитет | 31436                 | 47°08′07″ с. ш. 129°16′30″ в. д. |
| 2 | Сишуй    | 西水街道办事处  | уличный комитет | 21308                 | 47°08′07″ с. ш. 129°16′30″ в. д. |
| 3 | Дуншэн   | 东升街道办事处  | уличный комитет | 20810                 | 47°08′07″ с. ш. 129°16′30″ в. д. |
| 4 | Хаолянхэ | 浩良河镇        | поселок         | 15639                 | 46°43′38″ с. ш. 129°37′52″ в. д. |
| 5 | Чэньмин  | 晨明镇          | поселок         | 9810                  | 46°58′34″ с. ш. 129°29′04″ в. д. |
| 6 | Инчунь   | 迎春乡          | волость         | 5075                  | 47°08′32″ с. ш. 129°14′58″ в. д. |